# Cerkev Marijinega vnebovzetja, Dobrova
Cerkev Marijinega vnebovzetja je župnijska cerkev župnije Dobrova.
Na zelo starem mestu češčenja Marije v Leščevju so v začetku 18. stoletja podrli prejšnjo gotsko romarsko cerkev in namesto nje zgradili novo, baročno, po istem načrtu kot malo prej šmarnogorsko. Cerkev ima osmerokotno ladjo in kvadratni prezbiterij, ki sta oba pokrita s kupolama, ladijska kupola ima tudi svetlobnico. Prostora sta lepo povezana v enoten cerkveni prostor. Zvonik je ostal od stare cerkve; kasneje so ga povišali.Ima štiri zvonove. Cerkev je danes opremljena z velikim glavnim in tremi stranskimi oltarji, na mestu četrtega stranskega oltarja pa je urejena votlina Lurške Matere Božje. Oprema v cerkvi je baročna, izdelali so jo domači mojstri.

## Zgodovina
Božjo pot k Mariji v Leščevju je vzpodbudila stara legenda, po kateri naj bi pastir več dni zapored našel svojo čredo klečečo pred Marijino podobo v leskovem grmu (leščevju). Kapelica, ki so jo tu častilci zgradili v drugi polovici 10. stoletja, je pritegovala vse več romarjev in zgradili so gotsko cerkev. O slavi starodavne Marijine božje poti na Dobrovi je pisal Janez Vajkard Valvasor v svoji Slavi vojvodine Kranjske leta 1689 (2. del, 8. knjiga).
Dobrova je bila najprej podružnica pražupnije Šentvid nad Ljubljano. Po ustanovitvi ljubljanske škofije je prišla pod Ljubljano. Leta 1723, tedaj je že bila zgrajena sedanja cerkev, je Dobrova dobila župnijski vikariat in leta 1784 samostojno župnijo.

## Cerkvena zgradba in njena poslikava
Sedanjo cerkev je v letih 1711-16 zgradil stavbni mojster Gregor Maček starejši po istem gradbenem načrtu kot šmarnogorsko cerkev. Cerkev sestavljata večja (v tlorisu) osmerokotna ladja in manjši prezbiterij, v tlorisu kvadrat z zunaj prisekanimi in znotraj zaokroženimi vogali; oba prostora, ki ju prekrivata osemlistni kupoli, se lepo povezujeta v enoten cerkveni prostor. Ladijska kupola ima na vrhu še slikovito svetlobnico. Zvonik pred glavnim vhodom je ostal od stare cerkve; arhitekt Matija Perski ga je leta 1775 povišal, tako da daje odločilni poudarek dvokupolni kompoziciji ladje in prezbiterija.
Obok in stene prezbiterija je leta 1876 na novo poslikal slikar Matija Bradaška; obok je okrasil s prizori iz Marijinega življenja, stene pa s podobami Marije, Jezusa, Jožefa, Janeza Krstnika, kralja Davida in Mojzesa.
Ladijsko kupolo je poslikal ljubljanski freskant Janez Mihael Reinwaldt: v osmih tondah je upodobil dvanajst apostolov. Leta 1896 je slikarijo obnovil slikar Alojz Šubic in jo dopolnil z lahkotno rastlinsko ornamentiko. Obok svetlobnice je leta 1879 s prizorom Marijinega kronanja poslikal slikar Matija Bradaška.
Orgle na pevskem koru je leta 1913 postavil mojster Ivan Milavec. Znamenita je izrezljana baročna omara v zakristiji, delo polhograjskega rezbarja Antona Facije iz leta 1742.
- Notranjost cerkve
- Poslikava kupole in svetlobnice
- Pogled v obok proti pevskemu koru

## Oltarji in ostala oprema
Od prvotnega velikega oltarja v prezbiteriju, ki ga je leta 1726 izdelal kamnosek Luka Mislej, se je ohranil le spodnji, kamniti del. Na njem stoji pozlačen tabernakelj, ob njem sta kipa sv. Donata (desno) in sv. Florijana (levo). Sedanji leseni del oltarja iz leta 1853 je delo šentviškega kiparja Matevža Tomca. Kip Marije z Jezusom v osrednji niši je leta 1800 izdelal kipar Ignacij Arrar. Občasno zakrijejo Marijin tron s sliko Marijinega vnebovzetja, ki jo je leta 1860 naslikal idrijski podobar Jurij Tavčar.
Na in ob velikem oltarju stojijo veliki kipi cerkvenih učitejev, ki jih je leta 1728 za staro cerkev izdelal ljubljanski kipar Henrik Mihael Löhr: na oltarju levo in desno od Marijinega trona stojita sv. Janez Zlatousti in sv. Atanazij in na obhodnem loku ob oltarju sv. Avguštin (levo) in sv. Ambrož (desno). Nad kipom Matere Božje je v vrhnjem delu oltarja upodobljena Sveta Trojica.
V prezbiteriju sta dve barvni okni iz leta 2012, ki predstavljata Srce Jezusovo in Srce Marijino, delo akademskega slikarja Tomaža Perka in vitražeja Stojana Višnarja. Na levi strani v prezbiteriju visi slika Noli me tangere, delo slikarja Janeza Potočnika iz leta 1828.
V ladji je prvi oltar na levi strani posvečen sv. Jožefu. Oltarno sliko je leta 1827 naslikal kranjski slikar Gašper Luka Götzl. Levo od nje stoji kip starozaveznega duhovnika Zaharije in desno prerokinje Ane. V sosednji niši na levi so leta 1890 na mestu nekdanjega oltarja sv. Marije Magdalene uredili Lurško votlino.
Prvi oltar na desni je posvečen svetnikoma Štefanu in Lenartu. Oltarno sliko je leta 1827 naslikal Gašper Luka Götzl. Na oltarju stojita kipa svetnikov Boštjana (levo) in Roka (desno). Drugi oltar je posvečen mučenicam sv. Apoloniji, sv. Barbari, sv. Luciji in sv. Agati. Oltarno sliko je leta 1827 naslikal Janez Potočnik. Levo od slike stoji kip sv. Janeza Nepomuka in desno kip sv. Frančiška Ksaverja. Leta 1829 ju je izdelal podobar Janez Ambrožič.
Pod korom je krstilnica z upodobitvama Janeza Krstnika in Jezusovega krsta v reki Jordan, delo Ludvika Bombasija iz leta 1723.
Prižnico (1725) krasijo reliefi s prizori iz Marijinega življenja. Križev pot je delo Leopolda Layerja iz leta 1823. Svetilke, ki visijo nad kapelami stranskih oltarjev, je po načrtih arhitekta Jožeta Plečnika v letih 1954 in 1957 izdelal domačin Ivan Dolinar.
Cerkev je leta 1747 slovesno posvetil ljubljanski škof Ernest Amadej, grof Attems. V letih 2009-11 je bila prenovljena.
- Glavni oltar
- Cerkvena učitelja sv. Avguštin in sv. Janez Zlatousti
- Sv. Trojica na vrhu velikega oltarja
- Oltar sv. Jožefa
- Posnetek votline z Lurško Marijo
- Oltar sv. Štefana in sv. Lenarta
- Oltar posvečen štirim mučenicam, sv. Apoloniji, sv. Barbari, sv. Luciji in sv. Agati
- Krstilnica, delo Ludvika Bombasija iz leta 1723

## Zunaj cerkve
Na zunanji strani so v zunanji steni prezbiterija in zakristije vzidani kamnoseški elementi iz stare cerkve: na prezbiteriju pod nadstreškom dva stebra in mednju ostanek nekdanjega Marijinega studenca (kamnita školjka, nad njo ovalna kamnita plošča z napisom Maria fons gratiarum – Marija vir milosti); levo in desno še dva sklepnika, levi prikazuje Marijo z Jezusom v naročju in desni sv. Uršulo. Tam raste leskov grm, pred katerim naj bi po legendi pastirček našel čredo, ki je klečala pred Marijino podobo. Sklepnika na zunanji steni zakristije upodabljata Marijo Magdaleno in neznanega svetnika.
Kapela na pokopališču je bila zgrajena leta 1744; tu so maševali ob večjih romarskih shodih. V njej visita sliki Marijinega rojstva in Marijinega vnebovzetja, delo slikarja Antona Cebeja iz leta 1764.
- Kamnoseški elementi iz stare cerkve in leskov grm
- Na levi sklepnik z Marijo in Jezusom iz stare cerkve
- Pogled na cerkev in pokopališko kapelo z zahoda